# Egon Balas
Pour les articles homonymes, voir Balas.
Egon Balas (7 juin 1922 à Cluj, Roumanie - 18 mars 2019)  est un mathématicien appliqué et professeur d'administration industrielle et de mathématiques appliquées à l'Université Carnegie-Mellon. Il est professeur "Thomas Lord" de recherche opérationnelle à la Tepper School of Business de Carnegie Mellon et effectue un travail fondamental dans le développement de la programmation entière et disjonctive.

## Biographie
Balas est né à Cluj (Roumanie) dans une famille juive hongroise. Son nom d'origine est Blatt, qui est d'abord changé en Balázs hongrois, puis plus tard en Balaş roumain. Il est marié à l'historienne de l'art Edith Balas, une survivante d'Auschwitz, avec qui il a deux filles,. Il est emprisonné par les autorités communistes pendant plusieurs années après la guerre.
Il quitte la Roumanie en 1966 et accepte un poste à l'Université Carnegie-Mellon en 1967. Balas obtient un "Diploma Licentiate" en économie (Université de Bolyai, 1949) et des doctorats en économie (Université de Bruxelles, 1967) et en mathématiques (Université de Paris, 1968). Sa thèse de doctorat en mathématiques s'intitule Minimax et dualité en programmation discrète et est rédigée sous la direction de Robert Fortet.